# ホラ、しあわせが
『ホラ、しあわせが』は、1963年5月5日から1964年3月15日まで日本テレビ系列で放送されたテレビドラマ。全42回。放送時間（JST）は19:00 - 19:30。資生堂一社提供。
3年9か月・全198回にわたって放送され親しまれた『ママちょっと来て』に代わって開始したホームドラマ。

## 出演者
- 香川京子
- 北沢彪
- 佐藤英夫
- 江原達怡
- 斉藤千弥子
- 佐々木新太郎
- 相原ふさ子
- 五月女マリ

ほか

## スタッフ
- 脚本：寺島アキ子（全話担当）
- 主な演出：松平準平
- 制作：日本テレビ